# Кес Пауве
Кес Пауве (нід. Cees Paauwe, нар. 3 листопада 1977, Дронтен) — нідерландський футболіст, що грав на позиції воротаря.
Виступав, зокрема, за клуб «Твенте», з яким став чемпіоном Нідерландів, а також молодіжну збірну Нідерландів.

## Клубна кар'єра
Народився 3 листопада 1977 року в місті Дронтен. Вихованець футбольної школи клубу «Твенте». В Ередивізі дебютував 21 квітня 1996 в матчі проти «Геренвена», що завершився домашньою поразкою «Твенте» з рахунком 0:1, втім основним воротарем не став, залишаючись дублером легенди клуба Сандера Боскера. В результаті 2000 року був відданий в оренду клубу «Камбюр», де два сезони був основним воротарем у Ерстедивізі. Після повернення у «Твенте» провів ще три сезони за рідний клуб, але так і не став першим номером.
У 2005 році він перейшов у «АДО Ден Гаг», але не грав багато через травму коліна, яку він отримав пізніше того ж року. У 2006 році його контракт з АДО не продовжили, і він повернувся у «Твенте», де був третім воротарем після Боскера та Ніколая Михайлова і 2010 року виборов титул чемпіона Нідерландів.
Влітку 2010 року перейшов до «Ексельсіора» (Роттердам), де з початку сезону займав постійне місце у воротах. У липні 2011 року він перейшов у клуб «Квік '20» з третього дивізіону Нідерландів, але вже 30 серпня 2011 року, приблизно через місяць, він повернувся до Ередивізі, приєднавшись до «Неймегена». Там Кес був дублером угорця Габора Бабоша, тому не зіграв жодної гри. У березні 2012 року було оголошено, що клуб не продовжуватиме контракт з Пауе і по завершенні сезону воротар завершив кар'єру.

## Виступи за збірну
2000 року залучався до складу молодіжної збірної Нідерландів, з якою був учасником молодіжного чемпіонату Європи 2000 року, де був запасним воротарем і на поле не виходив, а нідерландці не вийшли з групи.

## Титули і досягнення
- Чемпіон Нідерландів (1):

«Твенте»: 2009/10

## Особисте життя
У 2012 році Кес Пауве успішно пройшов відбір на поліцейський курс підготовки, який він розпочав у 2013 році. У 2016 році Пауве пройшов поліцейську підготовку і став головним офіцером Національної поліції.
Старший брат Кеса, Патрік Пауе, також був футболістом, виступав за збірну Нідерландів і команди ПСВ, «Феєнорд» та ін.